# Onthophagus viridivinosus
Onthophagus viridivinosus là một loài bọ cánh cứng trong họ Bọ hung (Scarabaeidae).